# Handball-Bundesliga 2024-2025
L'Handball-Bundesliga 2024-2025, conosciuta come Daikin Bundesliga 2024-2025 per motivi di sponsorizzazione, è stata la 60ª edizione del torneo di primo livello del campionato tedesco di pallamano maschile.

## Squadre partecipanti
Partecipano 18 squadre da tutta la Germania. Di queste, 16 sono qualificate dalla stagione 2023–24 mentre le altre due sono promosse dalla 2. Handball-Bundesliga: 1. VfL Potsdam, i campioni e SG BBM Bietigheim come seconda.
| Squadra              | Città                | Arena                         | Capacità    |
| -------------------- | -------------------- | ----------------------------- | ----------- |
| Füchse Berlino       | Berlino              | Max-Schmeling-Halle           | 9.000       |
| Potsdam              | Potsdam              | MBS Arena                     | 2.050       |
| Gummersbach          | Gummersbach          | Schwalbe Arena                | 4.132       |
| Stoccarda            | Bittenfeld           | SCHARRena Porsche-Arena       | 2.251 6.211 |
| Eisenach             | Eisenach             | Werner Aßmann Halle           | 3.100       |
| Amburgo              | Amburgo              | Alsterdorfer Sporthalle       | 7.000       |
| Erlangen             | Erlangen             | Arena Nürnberger Versicherung | 8.308       |
| Flensburg-Handewitt  | Flensburgo           | Flens-Arena                   | 6.300       |
| Frisch Auf Göppingen | Göppingen            | EWS Arena                     | 5.600       |
| Hannover-Burgdorf    | Hannover             | ZAG Arena Swiss Life Hall     | 9.850 4.150 |
| Kiel                 | Kiel                 | Wunderino Arena               | 10.285      |
| Lipsia               | Lipsia               | Arena Leipzig                 | 6.327       |
| Lemgo                | Lemgo                | Lipperlandhalle               | 4.790       |
| Magdeburgo           | Magdeburgo           | GETEC Arena                   | 6.800       |
| Melsungen            | Melsungen            | Rothenbach-Halle              | 4.300       |
| Bietigheim           | Bietigheim-Bissingen | EgeTrans Arena                | 4.583       |
| Rhein-Neckar Löwen   | Mannheim             | SAP Arena                     | 13.200      |
| Wetzlar              | Wetzlar              | Buderus Arena                 | 4.421       |

## Classifica finale
| Pos | Squadra                | G  | V  | N | P  | GF   | GS   | DG   | Pt | Qualificazione o retrocessione |
| --- | ---------------------- | -- | -- | - | -- | ---- | ---- | ---- | -- | ------------------------------ |
| 1   | Füchse Berlino         | 34 | 27 | 4 | 3  | 1197 | 984  | +213 | 58 | Champions League               |
| 2   | SC Magdeburgo          | 34 | 28 | 1 | 5  | 1076 | 913  | +163 | 57 | Champions League               |
| 3   | MT Melsungen           | 34 | 27 | 1 | 6  | 1020 | 906  | +114 | 55 | European League                |
| 4   | THW Kiel               | 34 | 25 | 1 | 8  | 1061 | 946  | +115 | 51 | European League                |
| 5   | SG Flensburg-Handewitt | 34 | 21 | 5 | 8  | 1134 | 1028 | +106 | 47 | European League                |
| 6   | TSV Hannover-Burgdorf  | 34 | 20 | 4 | 10 | 1036 | 994  | +42  | 44 |                                |
| 7   | VfL Gummersbach        | 34 | 19 | 2 | 13 | 1051 | 1007 | +44  | 40 |                                |
| 8   | TBV Lemgo              | 34 | 18 | 3 | 13 | 964  | 930  | +34  | 39 |                                |
| 9   | Rhein-Neckar Löwen     | 34 | 17 | 2 | 15 | 1027 | 1027 | 0    | 36 |                                |
| 10  | HSV Amburgo            | 34 | 15 | 5 | 14 | 1060 | 1070 | −10  | 35 |                                |
| 11  | ThSV Eisenach          | 34 | 12 | 3 | 19 | 1047 | 1050 | −3   | 27 |                                |
| 12  | Frisch Auf Göppingen   | 34 | 10 | 4 | 20 | 928  | 1010 | −82  | 24 |                                |
| 13  | SC DHfK Leipzig        | 24 | 10 | 1 | 13 | 994  | 1027 | −33  | 21 |                                |
| 14  | HSG Wetzlar            | 34 | 9  | 1 | 24 | 897  | 1013 | −116 | 19 |                                |
| 15  | HC Erlangen            | 34 | 7  | 4 | 23 | 885  | 983  | −98  | 18 |                                |
| 16  | TVB Stoccarda          | 34 | 9  | 0 | 25 | 906  | 1045 | −139 | 18 |                                |
| 17  | SG BBM Bietigheim      | 34 | 7  | 3 | 24 | 930  | 1077 | −147 | 17 | Retrocessione                  |
| 18  | 1. VfL Potsdam         | 34 | 3  | 0 | 31 | 802  | 1005 | −203 | 6  | Retrocessione                  |